# تلمبه فریدون
تلمبه فریدون یک منطقهٔ مسکونی در ایران است که در دهستان ریزآب واقع شده‌است. تلمبه فریدون ۲۹ نفر جمعیت دارد.